# Ataque hutí contra Israel de julio de 2024
El 19 de julio de 2024, militantes hutíes yemeníes realizaron un ataque con un dron contra Israel, impactando un edificio de apartamentos cerca de la oficina de la embajada de Estados Unidos en Tel Aviv, el centro económico del país. en la calle Ben Yehuda. El ataque mató a una persona en el edificio de apartamentos en el que vivía e hirió a otras diez. El dron fue avistado, pero no interceptado, debido a lo que Israel atribuyó a un error humano. Los hutíes afirmaron que habían desarrollado un dron capaz de evadir el sistema de defensa israelí, Cúpula de Hierro. La sirena antiaérea tampoco se activó.
Este fue el primer ataque exitoso de los hutíes contra Israel; los intentos anteriores fueron interceptados bien por las defensas antiaéreas israelíes o por las tropas de sus aliados occidentales desplegadas en la región. El ejército israelí respondió un día después atacando la ciudad portuaria yemení de Hodeidah.

## Antecedentes
El 19 de octubre de 2023, los hutíes lanzaron una andanada de cohetes y drones contra territorio israelí, exigiendo el fin de la invasión israelí de Gaza. Estos proyectiles fueron interceptados por el sistema de defensa antimisiles Arrow de Israel, sin alcanzar sus objetivos. Posteriormente, los hutíes intensificaron sus ataques contra buques que estaban asociados de alguna manera con Israel o sus aliados occidentales, interrumpiendo una de las rutas marítimas más transitadas del mundo. En diciembre de 2023, Estados Unidos y algunos de sus aliados lanzaron operaciones en el mar Rojo para frustrar los ataques de los hutíes contra buques occidentales y garantizar la seguridad de las rutas marítimas. A pesar de estos esfuerzos, la campaña fue incapaz de detener los ataques hutíes.

## Ataque
El portavoz militar hutí, Yahya Sarea, afirmó que el avión era un nuevo tipo de dron, al que llamó «Jaffa», que podía volar «sin ser detectado a través de los extensos sistemas de defensa aérea de Israel». Las FDI sospechan que el dron es un Samad-3 de fabricación iraní modificado por los hutíes para transportar más combustible (para un mayor alcance) a cambio de una ojiva más pequeña. El dron fue avistado, pero no interceptado. Israel alegó que se debió a un error humano, mientras que los hutíes afirmaron que habían creado un dron capaz de eludir el sistema de defensa antiaéreo israelí, Cúpula de Hierro. En cualquier caso la sirena antiaérea tampoco se activó.
Según la agencia de noticias Associated Press, este ataque es el primero que alcanza el objetivo con éxito; los demás fueron «interceptados por las defensas israelíes o por sus aliados occidentales con fuerzas estacionadas en la región». Asimismo, según Ibrahim al-Marashi, profesor asociado de la Universidad Estatal de California, el ataque hutí marcó una victoria tanto técnica como simbólica, ya que marcó la primera vez que el grupo alcanzó territorio israelí desde que comenzaron las hostilidades en octubre de 2023, evadiendo los sistemas de defensa aérea israelíes y causando daños materiales y víctimas.
Un video del lugar de la explosión reveló cristales rotos esparcidos por las aceras, mientras los espectadores se congregaban cerca de un edificio marcado por la explosión. El portavoz de los hutíes, Yahya Sarea, afirmó en su canal de Telegram que habían ejecutado una «operación de calidad» contra Tel Aviv, afirmando que utilizaron un dron llamado «Jaffa» que era capaz de evadir los sistemas de radar e interceptación israelíes y añadió que seguirían apuntando a Tel Aviv como objetivo principal dentro de su radio de acción operativo. Según una investigación de las FDI, el dron había sido detectado inicialmente por sus sistemas de radar, pero no fue rastreado de manera consistente debido a un error humano y a múltiples capas de vigilancia por radar. También se informó de que los hutíes lanzaron un misil balístico y otros tres vehículos aéreos no tripulados contra la ciudad, pero fueron interceptados por Estados Unidos.
Hezbolá celebró el suceso como una victoria para el oprimido pueblo palestino y sus combatientes. Mencionó que los combatientes yemeníes respaldaban a los valientes combatientes palestinos en Gaza, quienes defienden a todos los pueblos y naciones del mundo árabe e islámico. El líder de la oposición israelí, Yair Lapid, criticó el incidente y afirmó que demostraba aún más la incapacidad del gobierno actual para garantizar la seguridad de los ciudadanos israelíes.
Al día siguiente aviones israelíes bombardearon el puerto yemení de Hodeida. Un portavoz de los hutíes informó que aviones israelíes habían bombardeado depósitos de petróleo, el puerto, así como la central eléctrica, y que al menos tres personas habían muerto y otras 87 resultado heridas —la mayoría con quemaduras graves—. El portavoz de los hutíes definió el ataque como «Una brutal agresión israelí contra Yemen que tuvo como blanco instalaciones civiles, depósitos de petróleo y la central eléctrica en Hodeida».